# Økonoma
En økonoma er en sundhedsuddannet person, der er ansat i eller leder af et køkken på et sygehus, plejehjem eller i en institution.
Uddannelsen til økonoma blev i 2002 slået sammen med de to uddannelser til ernærings- og husholdningsøkonom og klinisk diætist til den nye uddannelse professionsbachelor i ernæring og sundhed.
Siden 2002 har flere økonomaer videreuddannet sig til professionsbachelorer i ernæring og sundhed, omend der stadig findes en del økonomaer.